# Quần đảo Kazan

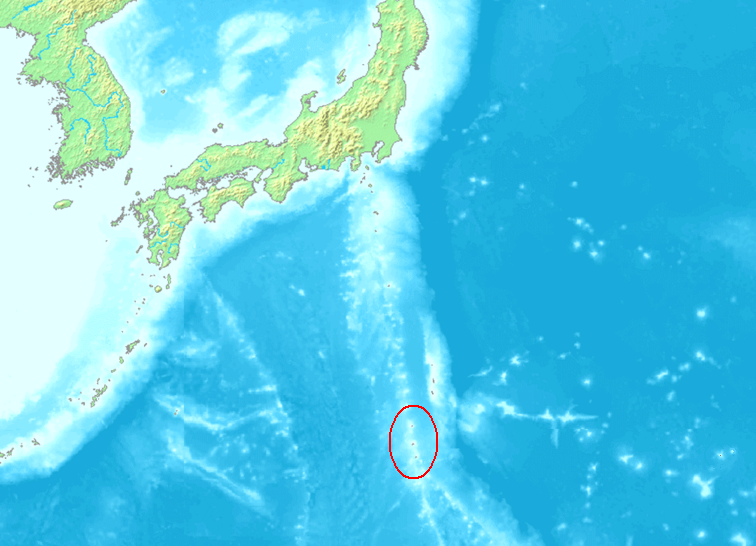
Vị trí

Quần đảo Kazan (火山列島 (Hỏa Sơn liệt đảo) Kazan Rettō) là một nhóm gồm ba hòn đảo ở tại phía nam của quần đảo Ogasawara của Nhật Bản và về mặt hành chính thuộc về Ogasawara. Các đảo đều là các núi lửa nằm trên đỉnh một cung đảo kéo dài về phía nam đến quần đảo Mariana của Mỹ.

## Địa lý
Quần đảo Kazan gồm:
- Kita Iwo Jima (北硫黄島 Kita-Iō-jima hay Kita-Iō-tō, nghĩa là: Đảo Bắc Lưu huỳnh), diện tích 5.57 km², điểm cao nhất: 792 m (Sakaki-ga-mine)
- Iwo Jima (硫黄島 Iō-jima hay Iō-tō, nghĩa là: Đảo Lưu huỳnh), diện tích 20,60 km², điểm cao nhất: 166 m (Suribachi-yama).
- Minami Iwo Jima (南硫黄島 Minami-Iō-jima hay Minami-Iō-tō, nghĩa là: Đảo Nam Lưu huỳnh) diện tích 3,54 km², độ cao lớn nhất 916 m.

Có một căn cứ của Lực lượng Bảo vệ bờ biển Nhật Bản với khoảng 400 nhân viên. Ngoài ra, không có cư dân cư trú trên các đảo.

## Lịch sử
Hòn đảo không có dân cư sinh sống cho đến năm 1889, khi hai hòn đảo ở phía bắc có những người Nhật đến định cư từ quần đảo Izu. Các đảo được sáp nhập vào Nhật Bản năm 1891.
Dân số trên các đảo đạt 1100 vào năm 1939, phân bổ thành 5 điểm định cư là Higashi, Minami, Nishi, Kita và Motoyama (lần lượt có nghĩa là "Đông", "Nam", "Tây", "Bắc" và "Bản Sơn") tại Iwo Jima và hai điểm dân cư tại Kita Iwo Jima, Ishinomura ("đô thị Ishino") và Nishimura ("đô thị Tây"). Các cơ cấu hành chính này tồn tại cho đến năm 1940 (khi bị hợp nhất vào Ogasawara, Tokyo) và có văn phòng ở Higashi.
Iwo Jima là nơi diễn ra trận Iwo Jima trong Thế chiến II.